# Ramona Lubo
Ramona Lubo (Cahuilla,1865–1922) fue una cestera nativa americana de la reserva de Cahuilla.

## Biografía
Lubo se casó con un esquilador de ovejas Cahuilla llamado Juan Diego, y vivieron en el área al oeste de Bautista Canyon en California, que hoy se conoce como Juan Diego Flats. Tuvieron dos hijos que murieron cuando eran pequeños. Diego padecía una enfermedad mental y, a veces, se le observaba actuando de manera errática. En marzo de 1883, Diego tomó el caballo de un hombre blanco llamado Sam Temple para regresar a casa desde San Jacinto. Temple persiguió a Diego y le disparó cinco veces, con Lubo como testigo. Temple informó de la muerte al juez local Samuel Tripp, alegando que fue en defensa propia y que Diego tenía un cuchillo.  Lubo declaró que no tenía un cuchillo, pero no se le permitió testificar en el juicio porque era una nativa. La Ley de California sobre Casos Civiles prohibía a los negros y a los nativos americanos testificar en casos que involucraran a blancos  y no fue derogada oficialmente hasta 1955. Temple fue absuelto por " homicidio justificable ".
Después del asesinato de Diego, Lubo se mudó a la reserva indígena de Cahuilla cerca de Anza  y más tarde tuvo un hijo llamado Condino con un hombre blanco llamado Hopkins.  Ella hizo cestas para contener agua y trillar el grano. Para los Cahuilla y otras tribus de California, las cestas eran útiles para preparar y almacenar alimentos, se daban como regalo para fortalecer los lazos de parentesco y también eran una forma de arte. Las cestas tenían un significado simbólico, representaban la relación de los pueblos indígenas con la tierra y eran una forma de autoexpresión; cada tejedor tenía su propio estilo.  George Wharton James mostró una de las cestas de Lubo en una conferencia sobre "Poesía y simbolismo de la cestería india" en octubre de 1903.  Lubo ganaba dinero vendiendo las cestas que hacía, lavando ropa y cosechando albaricoques.

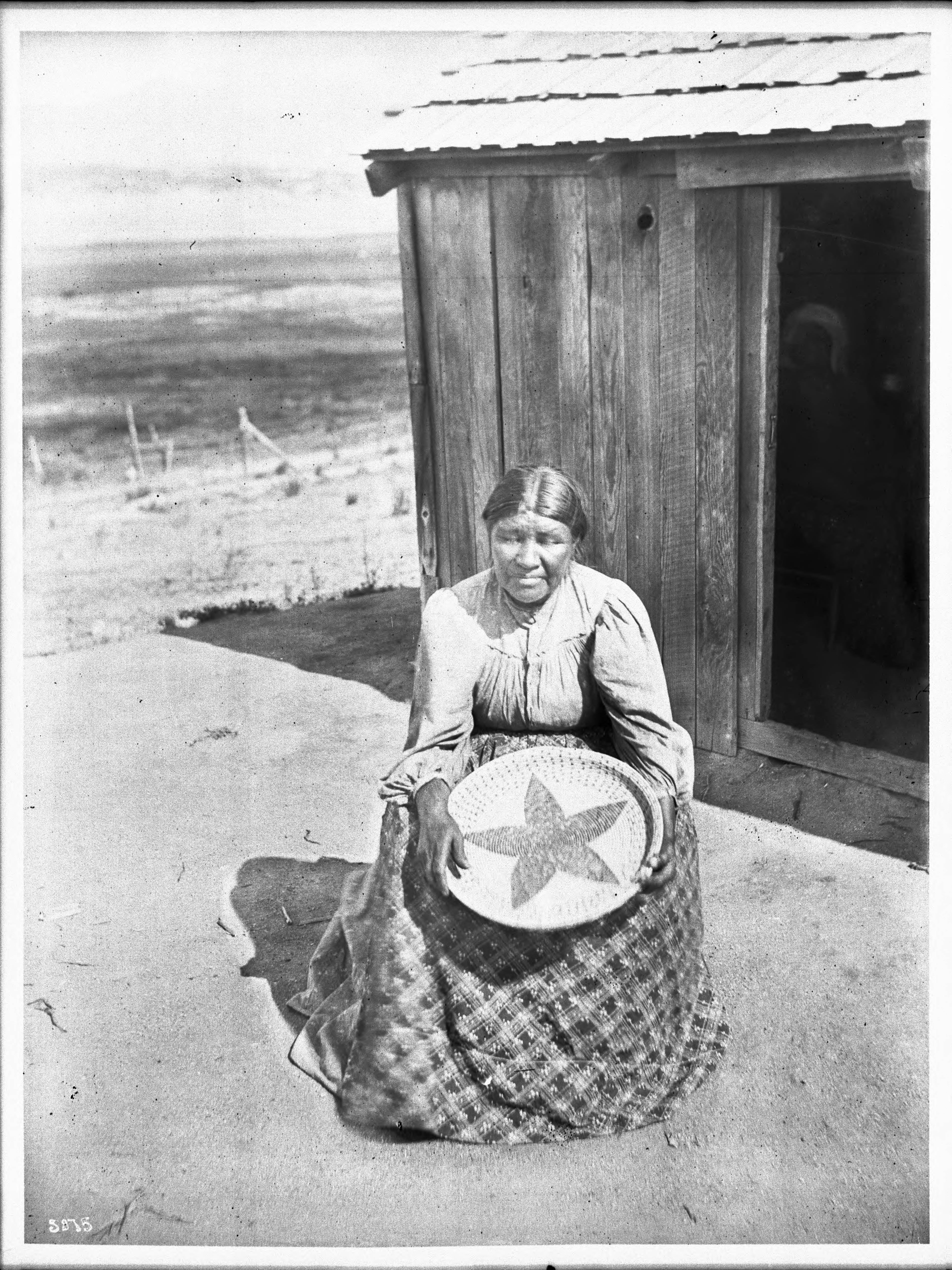
Lubo frente a su casa con la canasta de estrellas que hizo en memoria de su esposo, Juan Diego

La escritora Helen Hunt Jackson basó su novela Ramona (1884) en relatos periodísticos sobre la muerte de Juan Diego. La novela es una historia romantizada sobre un hombre nativo llamado Alessandro que es asesinado frente a su esposa Ramona después de que los colonos blancos los obligaran a abandonar sus hogares. Durante su investigación, Jackson visitó muchas reservas de la zona, pero nunca conoció a Lubo.
Solo descubrió, cuando la novela estaba a medio escribir, que la esposa de Diego casualmente tenía el mismo nombre que su heroína.  La novela pretendía llamar la atención sobre la injusticia que sufrían los pueblos indígenas, específicamente las formas en que los blancos habían maltratado a los nativos americanos de la Misión de California; sin embargo, la tribu Cahuilla a la que pertenecían Lubo y Diego nunca fue completamente misionada. 

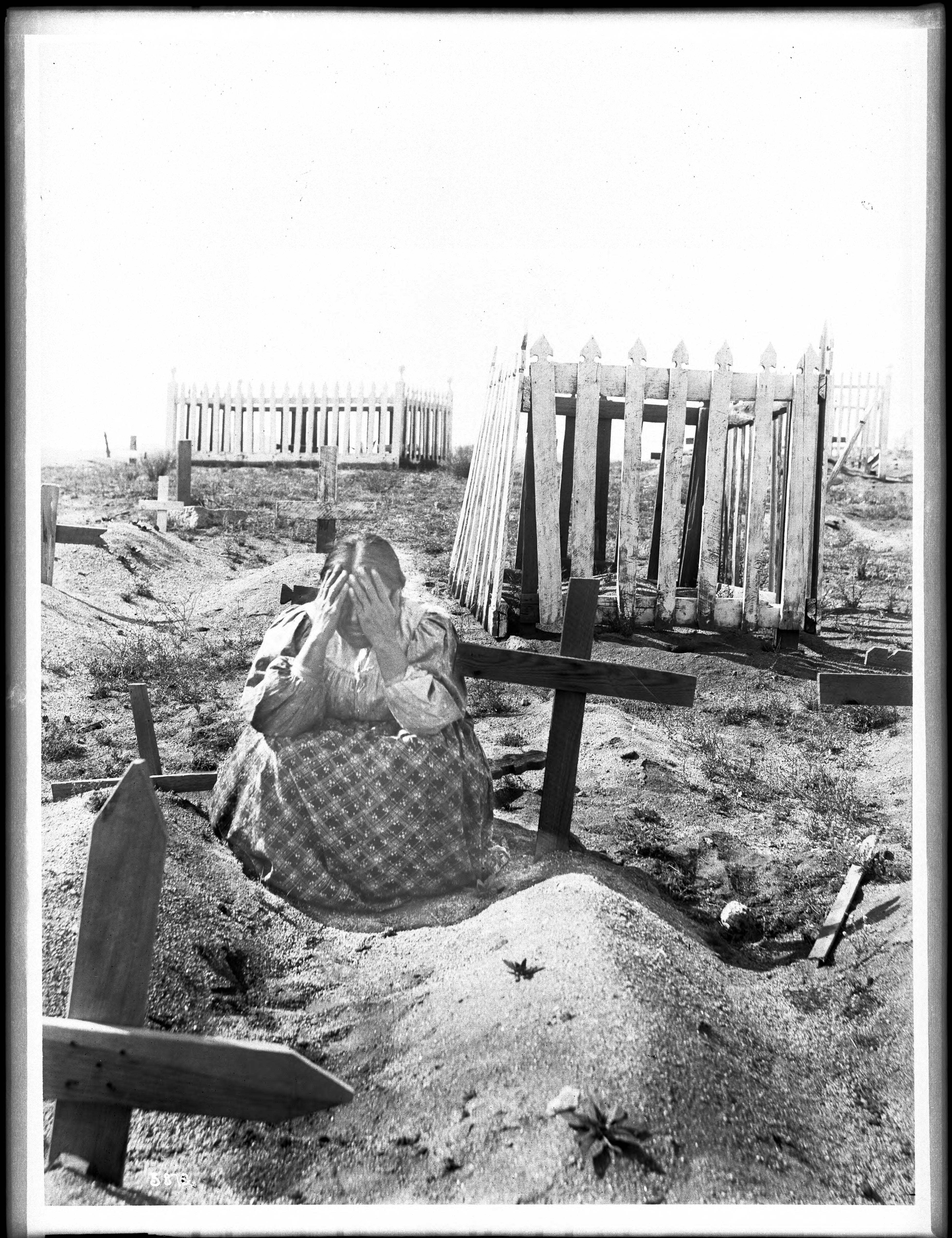
La famosa fotografía de Ramona en la tumba de su marido tomada por George Wharton James

Junto a los turistas llegó el escritor George Wharton James, que usó a Juan Diego como la inspiración para el personaje Alessandro y quiso encontrar a la esposa de Diego. Los residentes nativos le dijeron que buscara a Ramona Lubo, a quien encontró en la reserva indígena de Cahuilla.  Tras su encuentro, Lubo lo llevó a la tumba de su marido, donde James le tomó una fotografía de ella llorando que luego produjo y vendió como postales.  Las postales y el libro hicieron que el público conociera la existencia de Lubo, y el hecho de que James la llamara la "verdadera Ramona" atrajo turistas a su casa.  Lubo ganó dinero vendiendo cestas a los turistas, posando para fotografías y apareciendo en eventos del sur de California, como ferias y exposiciones de naranjas, pero siguió siendo pobre.
En febrero de 1922, Lubo contrajo neumonía cuando apareció en el National Orange Show en San Bernardino para promocionar el Valle de Hemet-San Jacinto.  Murió cinco meses después, el 20 de julio de 1922, a la edad de 69 años.   Fue enterrada en la reserva de Cahuilla junto a su marido, cada tumba marcada con una pequeña cruz de madera.